# Michael Maschka
Michael Maschka (Augusta, 1962) è un pittore, scultore e designer tedesco esponente del Realismo Fantastico.

## Biografia
Cresciuto ad Augusta (Germania), Michael Maschka è entrato presto in contatto con l'arte barocca e del Rinascimento. Sebbene il Maschka non abbia avuto impulsi artistici dal suo ambiente familiare borghese, ben presto scoprì la sua passione per il disegno e la pittura. Dopo aver concluso gli studi presso una scuola tecnica superiore con indirizzo artistico si trasferì a Berlino nel 1983. Rifiutato dalla Accademia delle Belle Arti (Universität der Künste Berlin, UdK) iniziò gli studi socio-pedagogici. Egli fu attivo in questo campo fino al 1993 e contemporaneamente esibiva le sue opere ad Augusta e a Berlino. Nel 1994 come seguace del surrealismo e dell'arte fantastica incontrò a Graz il suo grande modello, il pittore austriaco e cofondatore della scuola viennese del Realismo Fantastico, Ernst Fuchs. Fuchs sostenne Maschka. In qualità di suo assistente Maschka collaborò a diverse sue opere, come ad esempio la chiesa a Thal presso Graz. Da allora Michael Maschka partecipa a mostre sia in Europa che al di fuori del continente. Fino al 2014 fu membro del gruppo “Eredi di Dalì”, creato nel 2003 da Roger Michel Erasmy, che con il suo Vagone-Dalì ebbe grande successo in Francia e in Germania. In qualità di cofondatore della Società Labyrinthe (fondata nel 2001) Michael Maschka si è posto come traguardo di curare le opere di Edgar Ende e di renderle accessibili al pubblico attraverso mostre. In questa cornice vuole far incontrare giovani artisti e promotori dell'arte fantastica.
Vive a Nördlingen, nel Ries del Danubio, Baviera.

## Opere
Michael Maschka è un interprete del Realismo Fantastico. L'impostazione formale delle sue opere è realistica e permeata dalla precisione dei grandi maestri dell'arte antica di cui segue meticolosamente la tecnica per accentuare il suo messaggio figurativo. L'osservatore deve farsi rapire dagli enigmi contenuti nei suoi quadri fantastici e dalla sensibilità palpabile. In questo usa il linguaggio della realtà visibile, per sentire le strutture invisibili della realtà spirituale da lui percepita. Molti quadri del Maschka raffigurano nudi, ma per l'artista non proiettano sessualità, bensì simboleggiano la naturalezza e la vulnerabilità. Le figure femminili si mostrano nelle sue opere come personificazione dell'anima, la parte inconscia dell'anima maschile. Attraverso la pittura e l’acquaforte egli tenta di portare alla luce l'Io svelato e vulnerabile e di rappresentarlo figurativamente. Quello che in ciò gli preme è armonizzare l'immagine intima con quella esteriore.
Maschka con la sua arte vuole acuire la percezione dell'osservatore, in modo che possa vedere al di là dei separi del proprio mondo costruito. I quadri dell'artista rappresentano spesso temi tratti dalla mitologia germanica e greca, perché tali miti contengono secondo lui da millenni la lingua universale degli archetipi, una lingua che non è influenzata da ascendenti temporali o culturali e che gli uomini capiscono intuitivamente. Questi motivi, che vertono sempre sul disfacimento e la rinascita della natura o dell'uomo, sono parte fondamentale del suo linguaggio figurativo. Questi soggetti devono far scaturire pensieri che da tempo si erano creduti dimenticati, ma che continuano a vivere nel nostro inconscio. Il simbolismo dei suoi quadri intende portare l'osservatore alla riflessione per fargli riscoprire il mondo, non facilmente accessibile con la percezione sensitiva, dietro alla realtà visibile.

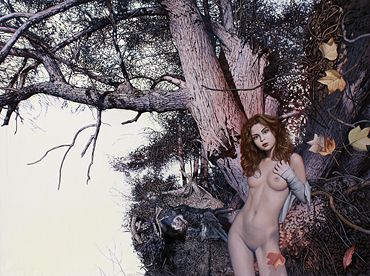
Ninfa nel bosco
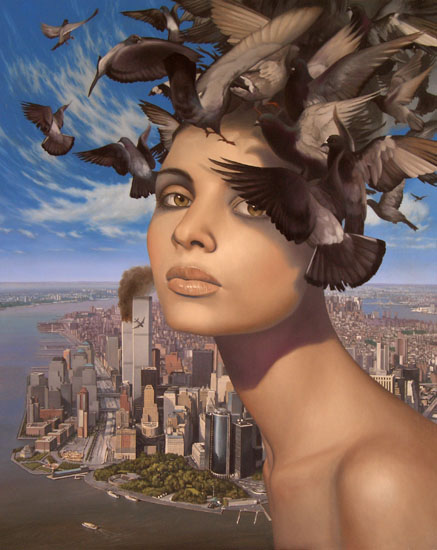
Aria e Terra
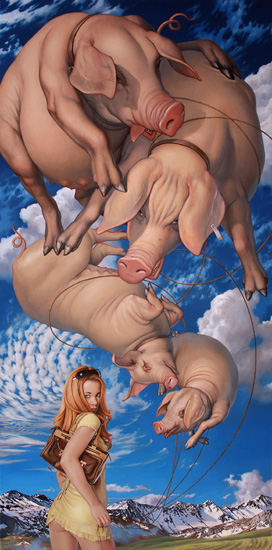
Maiali volanti
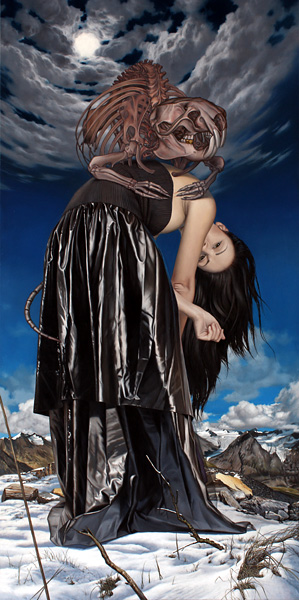
La morte e la ragazza
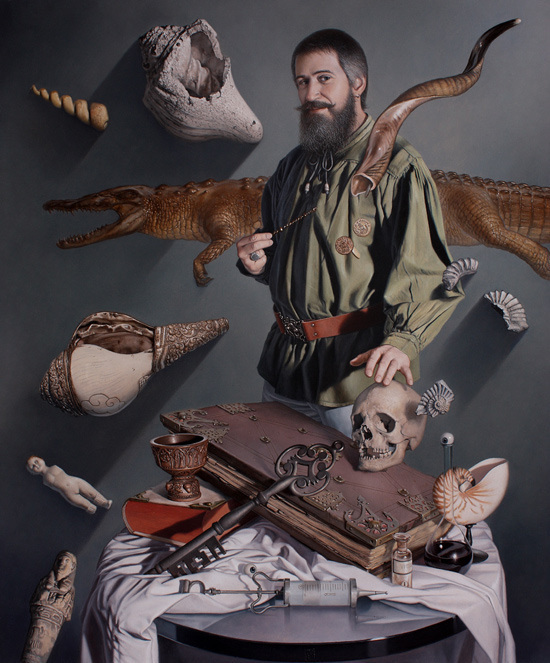
Ritratto MM
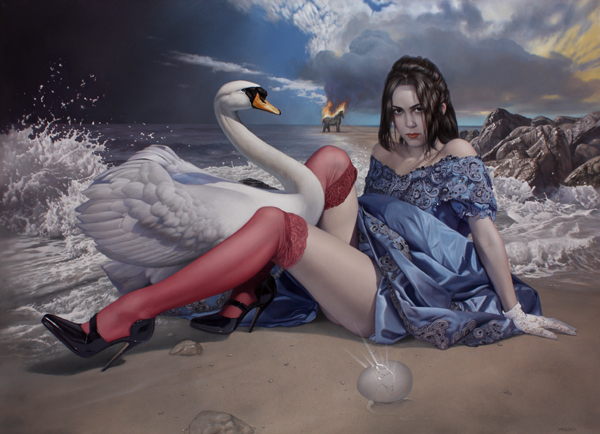
Leda e il cigno
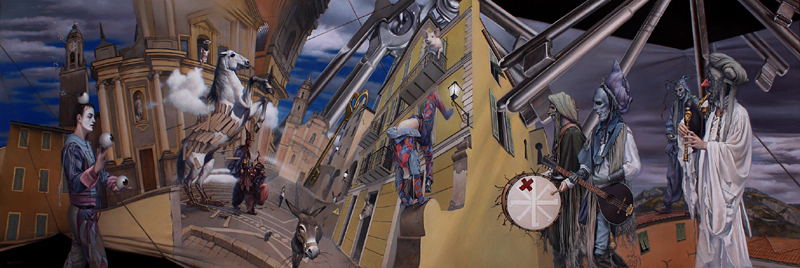
Il cavallo di Troia

## Mostre (selezione)
- 1994: Du Fantastique au Visionnaire, Le Zittele, Venezia, Italia
- 1997: An den Quellen der Phantastik, Galerie Villa Rolandseck, Remagen, Germania
- 1998: Fantastic Realism, St. Petersburg Museum, Otaru, Giappone
- 2001: Mythen - Bilder verborgener Welten, Schloss Honhardt, Baden Württemberg, Germania
- 2002: Parfums des femmes, 3. Biennale der Phantastischen Kunst, Saint-Germain-en-Laye, Parigi, Francia
- 2002: The Hart Gallery, Palm Desert, California, USA
- 2003: Les héritiers de Dali, Espace Berthelot, Lione, Francia
- 2005: Hommage an H. Ch. Anderson, Schloss Voergaard, Danimarca
- 2005: Phantastische Welten, Zitadelle Spandau, Berlino, Germania
- 2006: Salon de l'art fantastique européen, Les Thermes, Le Mont Dore, Francia
- 2007: Dalis Erben malen Europa, Europäisches Parlament, Bruxelles, Belgio
- 2007: Apokalypse, Musee d'Art Fantastique de Bruxelles, Belgio
- 2008: Women of the world, Galerie Princesse de Kiev, Nizza, Francia
- 2009: International Peace Art Exhibition, Palacio Pignatelli, Barcellona, Spagna
- 2010: Plastica Narboria, Hotêl de Ville, Saint-Avold, Francia
- 2010: Le Grand Palais, Parigi, Francia
- 2011:  SAFE 2011, Le Mont-Dore, Francia
- 2011:  PhantaMorgana, Rathaus Viechtach, Germania
- 2012: IMAGO-Phantastic Art, Schloss Riegersburg, Austria
- 2012: Dalis Erben, Phantastenmuseum Vienna, Austria
- 2013: Michael Maschka, Rathaushalle Kitzingen, Germania
- 2013: Dalis Erben, Grand Palais, Parigi, Francia
- 2014: Ungleiche Geschwister, Trierenberg Art, Traun, Austria
- 2015: Zwischen den Welten, Galerie CALLAS, Brema, Germania

## Premi
- 2007: Premio artistico della città di Le Mont Dore, Francia[11][12][13]
- 2010: Medaglia di bronzo della Société des artistes français, Grand Palais, Parigi, Francia[12][14]

## Opere scritte
- Vom Sehen zum Schauen, 1998 (monografia).
- Der Meisterträumer, 2015 (romanzo), ISBN 978-39-575107-7-8